# Abduktion
Abduktion (lateinisch abductio ‚Abführung, Wegführung, Entführung‘; englisch abduction) ist ein erkenntnistheoretischer Begriff, der im Wesentlichen von dem US-amerikanischen Philosophen und Logiker Charles Sanders Peirce (1839–1914) in die wissenschaftliche Debatte eingeführt wurde.
„Abduktion ist der Vorgang, in dem eine erklärende Hypothese gebildet wird“ (Peirce: Collected Papers (CP 5.171)). Darunter verstand Peirce ein Schlussverfahren, das sich von der Deduktion und der Induktion dadurch unterscheidet, dass es die Erkenntnis erweitert.
Peirce entwarf eine dreistufige Erkenntnislogik von Abduktion, Deduktion und Induktion. In diesem Sinne wird in der ersten Stufe des wissenschaftlichen Erkenntnisprozesses eine Hypothese mittels Abduktion gefunden. In der zweiten Stufe werden Vorhersagen aus der Hypothese abgeleitet. Hierbei handelt es sich um eine Deduktion. In der dritten Stufe wird nach Fakten gesucht, welche die Vorannahmen „verifizieren“. Hierbei handelt es sich um eine Induktion. Sollten sich die Fakten nicht finden lassen, beginnt der Prozess von neuem, und dies wiederholt sich, bis eine Hypothese Vorhersagen generiert, zu der sich passende Fakten finden lassen.
Dieser Impuls wurde teilweise in jüngeren Debatten der Wissenschaftstheorie um die Natur und Methodik wissenschaftlicher Erkenntnis aufgegriffen, aber auch kontrovers diskutiert. Die neuere Diskussion wird in größeren Teilen im Zusammenhang mit dem Begriff des Schlusses auf die beste Erklärung geführt. Es wurden unterschiedlichste Ausarbeitungen einer Methodik abduktiven Schließens vorgeschlagen sowie Anwendungen in verschiedenen Einzelwissenschaften diskutiert, darunter auch in Gebieten wie der Kulturwissenschaft oder der Semiotik. Verschiedene Theorien über die Natur bestimmter Schlussverfahren der „Alltagslogik“ verwenden ebenfalls den Begriff der Abduktion.

## Der abduktive Schluss
In der Geschichte der Logik geht die Idee der Abduktion oder Hypothese auf Aristoteles zurück, der sie mit dem Begriff Apagoge erwähnt (Erste Analytik II, 25, 69a) und auch bereits der Induktion (conclusio) gegenüberstellt. Die Übersetzung des Begriffs Apagoge mit Abduktion erfolgte 1597 erstmals durch Julius Pacius, einen Heidelberger Rechtsprofessor.
Peirce hat also den Ausdruck «Abduktion» nicht in die Wissenschaften eingeführt, sondern einen längst vergessenen Begriff aufgegriffen und wieder in die Sprache eingeführt. Die besondere Leistung von Peirce besteht darin, diese Schlussweise genauer untersucht und für die Logik des Wissenschaftsprozesses fruchtbar gemacht zu haben. Den Begriff «Abduktion» verwendete Peirce zum ersten Mal etwa 1893, systematisch setzte er ihn jedoch erst ab 1901 ein. Ab 1906 benutzte Peirce dann zunehmend den Begriff der Retroduktion.
In der Sprache der Logik lässt sich die Abduktion so beschreiben:

„Die überraschende Tatsache C wird beobachtet; aber wenn A wahr wäre, würde C eine Selbstverständlichkeit sein; folglich besteht Grund zu vermuten, daß A wahr ist.“

Nicht eine bekannte Regel steht am Anfang, sondern ein überraschendes Ereignis, etwas, was ernsthaften Zweifel an der Richtigkeit eigener Vorstellungen aufkommen lässt. Dann kommt es im zweiten Schritt zu einer Unterstellung, einer Als-ob-Annahme: wenn es eine Regel A gäbe, dann hätte das überraschende Ereignis seinen Überraschungscharakter verloren.
Entscheidend ist nun für die Bestimmung der Abduktion, dass nicht die «Beseitigung der Überraschung» das Wesentliche an ihr ist, sondern die Beseitigung der Überraschung durch «eine neue Regel A». Beseitigen ließe sich eine Überraschung auch durch die Heranziehung bekannter Regeln. Aber das wäre keine Abduktion. Die Regel A muss erst noch gefunden bzw. konstruiert werden; sie war bisher noch nicht bekannt, zumindest nicht zu dem Zeitpunkt, als das überraschende Ereignis wahrgenommen wurde. Hätte die Regel bereits als Wissen vorgelegen, dann wäre das Ereignis nicht überraschend gewesen. Im zweiten Teil des abduktiven Prozesses wird also eine bislang noch nicht bekannte Regel entwickelt. Der dritte Schritt erbringt dann zweierlei: zum einen, dass das überraschende Ereignis ein Fall der konstruierten Regel ist, zum anderen, dass diese Regel eine gewisse Überzeugungskraft besitzt.
Peirce charakterisierte Abduktion im Gegensatz zu den Schlussweisen der Deduktion und der Induktion folgendermaßen:

„Abduktion ist jene Art von Argument, die von einer überraschenden Erfahrung ausgeht, das heißt von einer Erfahrung, die einer aktiven oder passiven Überzeugung zuwiderläuft. Dies geschieht in Form eines Wahrnehmungsurteils oder einer Proposition, die sich auf ein solches Urteil bezieht, und eine neue Form von Überzeugung wird notwendig, um die Erfahrung zu verallgemeinern.“

„Deduktion beweist, dass etwas sein muss; Induktion zeigt, dass etwas tatsächlich wirksam ist; Abduktion deutet lediglich daraufhin, dass etwas sein kann.“

„Deduction proves that something must be; Induction shows that something actually is operative; Abduction merely suggests that something may be.“

## Vergleich der Schlussweisen
Deduktive Schlüsse haben den Charakter von Wenn-Dann-Aussagen. „Jede Deduktion hat diesen Charakter; sie ist nur die Anwendung allgemeiner Regeln auf besondere Fälle“ (CP 2.620). Ausgehend von gegebenen Sätzen gelten deduktive Schlüsse mit Notwendigkeit. Dies gilt für die Strukturwissenschaften Mathematik und Logik.
Induktive Schlüsse gehen von einem Fall und einem Resultat aus und bestimmen die Regel. Induktion ist synthetisch, das heißt, es werden Beobachtungen verwendet, aus denen bei genügender Häufigkeit Regeln formuliert werden. Die getroffene Schlussfolgerung ist aber nicht notwendig.
Auch die Abduktion ist synthetisch. Bei ihr erfolgt der Schluss von einem Resultat auf eine Regel und auf einen Fall. Sie „schließt“ also von einer bekannten Größe auf zwei unbekannte. Dadurch, dass das Resultat etwas Singuläres ist, ist die Abduktion die Schlussweise mit dem höchsten Risiko der Fehlbarkeit. Sie ist bloße Vermutung ohne Beweiskraft. Die folgende Tabelle dient der methodischen Verdeutlichung der Struktur der unterschiedlichen Schlussweisen.
| Regel    | Alle Bohnen aus diesem Sack sind weiß. |
| Fall     | Diese Bohnen sind aus diesem Sack.     |
| Ergebnis | Diese Bohnen sind weiß.                |

| Fall     | Diese Bohnen sind aus diesem Sack.     |
| Ergebnis | Diese Bohnen sind weiß.                |
| Regel    | Alle Bohnen aus diesem Sack sind weiß. |

| Ergebnis | Diese Bohnen sind weiß.                |
| Regel    | Alle Bohnen aus diesem Sack sind weiß. |
| Fall     | Diese Bohnen sind aus diesem Sack.     |

„Was ist nun der Zweck einer erklärenden Hypothese? Ihr Zweck ist, dadurch dass sie dem Test des Experiments unterworfen wird, zur Vermeidung jeder Überraschung zu führen und zur Einrichtung einer Verhaltensgewohnheit positiver Erwartung, die nicht enttäuscht werden wird. Jede Hypothese kann daher, wenn keinerlei besondere Gründe für ihre Ablehnung vorhanden sind, zulässig sein, vorausgesetzt, dass sie in der Lage ist, experimentell verifiziert zu werden, und nur insofern sie solcher Verifikation zugänglich ist. Das ist annähernd die Lehre des Pragmatismus“

Aus heutiger Sicht ist unstrittig, dass Peirce etwa bis 1898 unter dem Begriff Hypothesis zwei recht unterschiedliche Formen des Schlussfolgerns fasste, ohne dies jedoch zu bemerken (ausführlich dazu Reichertz 2013). Als ihm dieser unklare Gebrauch auffiel, arbeitete er in seiner Spätphilosophie den Unterschied zwischen den beiden Verfahren deutlich heraus und nannte die eine Operation „qualitative Induktion“, die andere „Abduktion“. Das meiste, was Peirce vor 1898 zum Thema Hypothesis geschrieben hatte, charakterisierte jedoch nicht die Abduktion, sondern die qualitative Induktion. Erst später räumte Peirce ein: “By hypothetic inference, I mean […] an induction from qualities” (Peirce: CP 6.145).
Als Grund für den Irrtum erklärte er:

„Doch ich war zu sehr damit beschäftigt, die syllogistische Form und die Lehre von der logischen Extension und Komprehension zu untersuchen, die ich als weit grundlegender ansah als sie wirklich sind. Solange ich dieser Überzeugung war, vermengten sich in meiner Vorstellung von der Abduktion notwendig zwei verschiedene Arten des Schließens.“

In einem Briefentwurf an Paul Carus ging Peirce mit seinen Ansichten von 1883 noch schärfer ins Gericht:

„In fast allem, was ich vor dem Beginn dieses Jahrhunderts in Druck gab, vermengte ich mehr oder weniger Hypothese und Induktion.“

Im Spätwerk hat Peirce entsprechend die formale Struktur des Syllogismus nicht mehr benutzt, um die Abduktion zu charakterisieren. Er hat vielmehr dann das kreative Moment und die Originalität des Einfalls, der wie ein Blitz entsteht, hervorgehoben.

„Die abduktive Vermutung kommt uns blitzartig, Sie ist ein Akt der Einsicht, obwohl von außerordentlich trügerischer Einsicht. Es ist wahr, daß die verschiedenen Elemente der Hypothese zuvor in unserem Geist waren; aber die Idee, das zusammenzubringen, von dem wir nie zuvor geträumt hätten, es zusammenzubringen, lässt blitzartig die neue Vermutung in unserer Kontemplation aufleuchten“

## Abduktion als Ausgangspunkt des Erkenntnisprozesses
Peirce sah die Abduktion als Ausgangspunkt des Erkenntnisprozesses. Was der Mensch als Sinnesdaten empfängt, ist Wahrnehmung. “Nihil est in intellectu quod non prius fuerit in sensu.” (CP 5.181, deutsch: „Nichts ist im Verstand, was nicht vorher in den Sinnen war.“) Davon zu unterscheiden sind Wahrnehmungsurteile, in denen aus dem Wahrgenommenen Begriffe gebildet werden. Bei der Wahrnehmung handelt es sich dabei „wirklich um nichts anderes als den extremsten Fall abduktiver Urteile.“ (CP 5.185)

Necker-Würfel

Den abduktiven Charakter von Wahrnehmungsurteilen verdeutlichte Peirce anhand optischer Täuschungen wie z. B. des Necker-Würfels. „Bei solchen optischen Täuschungen, von denen zwei oder drei Dutzend wohlbekannt sind, ist das Verblüffendste das, dass eine bestimmte Theorie der Interpretation der Figur ganz den Anschein hat, in der Wahrnehmung gegeben zu sein. Wird sie uns das erste Mal gezeigt, scheint sie ebenso vollständig jenseits der Kontrolle rationaler Kritik zu sein, wie es jedes Perzept ist; aber nach vielen Wiederholungen des nun vertrauten Experiments verliert sich die Täuschung, indem sie zuerst weniger deutlich wird und zuletzt vollständig verschwindet. Dies zeigt, dass diese Phänomene echte Verbindungsglieder zwischen Abduktionen und Wahrnehmungen sind“ (CP 5.183).

„Dieses Vermögen der Einsicht hat zur selben Zeit die allgemeine Natur eines Instinktes, der insofern dem Instinkt der Tiere gleicht, als er über die allgemeinen Vermögen unserer Vernunft weit hinausgeht und uns führt, als ob wir im Besitz von Fakten wären, die gänzlich außerhalb der Reichweite unserer Sinne liegen. Es gleicht dem Instinkt weiterhin darin, daß es in geringem Maße dem Irrtum unterworfen ist; denn obwohl es häufiger den falschen als den richtigen Weg einschlägt, ist es im Ganzen gesehen doch das Wunderbarste unserer ganzen Konstitution“

.

## Wissenschaftstheoretische Bedeutung
In der wissenschaftstheoretischen Diskussion zwischen den Vertretern des Neopositivismus (Rudolf Carnap, Carl Gustav Hempel, Hans Reichenbach sowie Karl Popper) war man sich einig, dass es bei dem Anspruch an eine wissenschaftliche Aussage nicht um den Entdeckungszusammenhang, sondern um den Begründungszusammenhang geht. Für Hempel wie für Popper ist der Entdeckungszusammenhang etwas Subjektives, Irrationales, das für die Frage der Wissenschaftlichkeit einer Aussage/Hypothese nicht relevant ist. Jede Aussage ist in der Wissenschaft zulässig, wenn sie den Kriterien einer rationalen Begründung entspricht, egal wie sie zustande gekommen ist. Strittig war nur, ob das Kriterium die Verifikation oder die Falsifizierbarkeit ist.
Peirce hingegen, der wie Popper von einem grundsätzlichen Fallibilismus ausging, betrachtete auf der Grundlage seiner abduktiven Deutung der Wahrnehmung das Wissen nicht statisch, als einen Zustand oder eine Tatsache, sondern als einen Prozess. Während bei Popper die Logik der Forschung untersucht wurde, stand bei Peirce die Logik der Entdeckung (logic of discovery) im Fokus.

„Das Wahrnehmungsurteil seinerseits ist das Resultat eines Prozesses, wenngleich eines Prozesses, der nicht genügend bewusst ist, um kontrolliert zu werden, oder, um es richtiger festzustellen, der nicht kontrollierbar und infolgedessen nicht völlig bewusst ist. Wenn wir diesen unbewussten Prozess einer logischen Analyse unterwerfen würden, so würden wir finden, dass er in dem endet, was jene Analyse als einen abduktiven Schluss repräsentieren würde, der auf dem Resultat eines ähnlichen Prozesses aufbaut, den eine logische Analyse als durch einen ähnlichen abduktiven Schluss beendet repräsentieren würde und so weiter ad infinitum. Diese Analyse wäre genau der analog, die der Sophismus von Achill und der Schildkröte anwendet, und sie würde aus demselben Grunde darin scheitern, den realen Prozess zu repräsentieren. Nämlich genauso, wie Achill nicht eine Reihe voneinander getrennter Anstrengungen zu machen hätte, so vollzieht dieser Prozess des Formens von Wahrnehmungsurteilen, weil er unbewusst ist und so der logischen Kritik nicht zugänglich, keine getrennten Akte des Schließens, sondern sein Ablauf vollzieht sich in einem kontinuierlichen Prozess.“

Genau wie in der Wahrnehmung ist auch im Wissenschaftsprozess die Abduktion die Form des Schließens, die den Ausgangspunkt des Denkprozesses bildet. Der Wissenschaftler beobachtet ein Phänomen, das er nicht erklären kann, eine Anomalie, die seinen bisherigen Theorien widerspricht. Dies stört seine Gewohnheit und führt zu Zweifel, den er beseitigen möchte. Er sucht nach einer Theorie (einer Regel), die ihm eine Erklärung für die Ursache liefert und durch Überprüfung wieder zu einer gefestigten Überzeugung führt.

„Ein Physiker begegnet einem neuen Phänomen in seinem Laboratorium. Woher weiß er, daß nicht die Konjunktionen der Planeten etwas damit zu tun haben oder daß es vielleicht deshalb nicht so ist, weil die Kaiserinwitwe von China zur selben Zeit im Vorjahr zufällig ein Wort von mystischer Kraft ausgesprochen hat oder vielleicht ein unsichtbarer Dschin anwesend sein kann? Denken Sie an die vielen Millionen und Abermillionen von Hypothesen, die gemacht werden könnten, von denen nur eine wahr ist; und doch trifft der Physiker nach zwei oder drei oder höchstens einem Dutzend Vermutungen ziemlich genau die richtige Hypothese. Aus Zufall hätte er das wahrscheinlich die ganze Zeit über, seit sich die Erde verfestigte, nicht getan.“

„Jemand müsste völlig verrückt sein, wollte er leugnen, dass der Wissenschaft viele wirkliche Entdeckungen gelungen sind. Aber jedes einzelne Stück wissenschaftlicher Theorie, das heute fest gegründet dasteht, ist der Abduktion zu verdanken.“

Forschung ist das Ausräumen von Zweifeln durch das Finden neuer Regeln, um neue, feste Überzeugungen zu gewinnen. Für den geordneten Prozess wissenschaftlicher Forschung stellte Peirce den folgenden Zusammenhang zwischen Abduktion, Deduktion und Induktion her:

„Nachdem die Abduktion uns eine Theorie eingegeben hat, benützen wir die Deduktion, um von jener idealen Theorie eine gemischte Vielfalt von Konsequenzen unter dem Gesichtspunkt abzuleiten, dass wir, wenn wir gewisse Handlungen ausführen, uns mit gewissen Erfahrungen konfrontiert sehen werden. Wir gehen dann dazu über, diese Experimente auszuprobieren, und wenn die Voraussagen der Theorie verifiziert werden, haben wir ein verhältnismäßiges Vertrauen, dass die übrigen Experimente, die noch auszuprobieren sind, die Theorie bestätigen werden. Ich sage, diese drei sind die einzigen Schlussmodi, die es gibt. Ich bin davon sowohl a priori als auch a posteriori überzeugt.“

Ob eine Abduktion als Ausgangspunkt einer wissenschaftlichen Theorie geeignet ist, entscheidet sich für Peirce daran, dass die Folgeschritte der Überführung in eine allgemeine Gesetzmäßigkeit (Deduktion) und der empirischen Überprüfung (Induktion) auch ohne logische Widersprüche durchgeführt werden können. Andernfalls muss eine neue Theorie mit einem neuen abduktiven Schluss formuliert werden. Da jede Theorie nur ein Schritt zur Annäherung an die Wahrheit ist, wird dies für Peirce im Laufe der Zeit jede aktuell als richtig akzeptierte Theorie treffen. „Unfehlbarkeit in wissenschaftlichen Belangen ist für mich unwiderstehlich komisch.“ (CP 1.9)

## Anwendungsbereiche der Abduktion
Anwendungsbereiche der Abduktion sind neben Wissenschafts- und Erkenntnistheorie die medizinische Diagnostik, kriminalistische Untersuchungen, juristische Verfahren, technische Fehlersuche, die Psychologie, Literatur- und Sozialwissenschaften, aber auch pädagogische und didaktische Wissenschaften und schließlich computergestützte Expertensysteme. Beispiele für abduktives Schließen im Rahmen der Wahrscheinlichkeitstheorie sind die Anwendung des Satzes von Bayes oder der Maximum-Likelihood-Methode. Grund für dieses breite Spektrum ist, dass die Abduktion die „einzige logische Operation [ist], die irgendeine neue Idee einführt“ (CP 5.171).

## Unterschiedliche Deutungen der Abduktion
In der neueren wissenschaftlichen Rezeption des Abduktionsbegriffes wurde wiederholt versucht, die vielen Annäherungen von Peirce an den Begriff der Abduktion zu einem Begriff zu verdichten. Da dies wegen der teils widersprüchlichen Bestimmung des Abduktionsbegriffes durch Peirce nicht gelang, haben viele zu dem Mittel gegriffen, einerseits mehrere Varianten der Abduktion zu entwerfen (z. B. Eco; Bonfantini & Proni), andererseits den Begriff widersprüchlich zu belassen oder ihn einseitig zu fassen.
Eine dieser Deutungen besteht darin, dass die Nutzer des Abduktionsbegriffes großen Wert darauf legen, dass es sich bei der Abduktion um eine streng logische Operation handelt, die durchaus auch methodisch herstellbar ist. Viele KI-Forscher gehen im Anschluss an Paul Thagard diesen Weg, und auch eine Reihe von Sozialwissenschaftlern bevorzugen (in Weiterführung von Hanson) diese Lesart. Insbesondere wenn es um die Modellierung von kognitiven Prozessen geht, haben die KI-Forscher seit längerer Zeit bemerkt, dass die Abduktion grundlegend ist für menschliches Denken und dass deshalb keine Simulation menschlicher Intelligenz vollständig ist, wenn sie nicht über die Fähigkeit der Abduktion verfügt. Deshalb sind vor allem sie daran interessiert, die Abduktion als Algorithmus zu schreiben.
Die zweite Deutung des Abduktionsbegriffs schließt an Formulierungen von Peirce an, die besagen, die Abduktion würde Überraschendes erklären und Unverständliches verstehen lassen. Vor allem die Wissenschaftler, die das Lesen, das Interpretieren, das Übersetzen, das Diagnostizieren, das Handeln, das (kriminalistische) Aufklären und vieles andere mehr als alltägliche Beispiele abduktiven Schlussfolgerns ansehen, fassen Abduktion im Wesentlichen auf diese Weise auf. Beispielhaft für solche Ausweitungen sind folgende Äußerungen: „Die Logik des abduktiven Schlusses kann also als Praxis verstanden werden, Rätsel zu lösen […]“ (Moser). Als besonders folgenreich (vor allem für die Literaturwissenschaft) haben sich folgende Deutungen von Umberto Eco erwiesen: „Angesichts dessen, daß wir im Prinzip jedes Mal, wenn wir ein Wort hören, entscheiden müssen, auf welchen Code es bezogen werden muß, scheint eine Abduktion bei jedem Decodierungsakt beteiligt zu sein“ (Eco). „Die Logik der Interpretation ist die Peircesche Logik der ‚Abduktion’“ (Eco).
Die Aussage von Eco, alle Interpretation beruhe auf Abduktion, ist freilich überzogen, da sie gerade das einebnet, was das Spezifische der Abduktion ist und was durch die Einführung dieses Begriffes sichtbar gemacht werden sollte. Abduktion ist nicht die Anwendung eines Codes, nicht die Anwendung einer Regel, sondern Abduktion ist die Erfindung einer Regel, die Erfindung eines Codes. Andererseits kann zugunsten Ecos vorgebracht werden, er wollte wohl gerade darauf hinweisen, dass Interpretation natürlicher Sprache eben nicht rein deduktiv ist, sondern auch andere, durch Regeln schwer oder gar nicht erfassbare Aspekte zu berücksichtigen hat, wie etwa solche kultureller Natur, oder den Wahrnehmungskontext der Sprecher betreffend. Die Schwierigkeiten einer rein deduktiven Interpretation zeigen sich beispielsweise deutlich bei Aufgaben wie der maschinellen Übersetzung.
Die dritte Deutung des Abduktionsbegriffes betont die Aussage von Peirce, dass abduktive Schlussfolgerungen die beste bzw. die wahrscheinlichste Erklärung liefern würden. Forscher, die im Anschluss an Rescher dieser Deutung folgen, sehen die Abduktion vor allem als ein Teil der «Economy of Research» an. Ähnlich argumentiert Wirth: „Abduktives Schlussfolgern ist eine pragmatische Strategie, deren Ziel die Minimierung des Risikos des Scheiterns ist. […]. Der Forscher versucht, die Wahrscheinlichkeit und die Plausibilität seiner Hypothesen zu optimieren. Er ist primär ein spielender Wettpartner, der seine Urteile und Forschungsergebnisse an den Kriterien des erfolgreichen Wettens und der erfolgreichen Spurensuche ausrichtet, bevor er sie den Normen des wissenschaftlich-paradigmatischen ‚Strafrechtssystems’ subsumiert.“ (Uwe Wirth).
Alle drei hier genannten Deutungen der Abduktion benennen ohne Zweifel auch Merkmale der Abduktion. Aber: Alle diese Bestandteile abduktiven Schließens – nämlich ihre logische Form, ihre erklärende Funktion und ihre Fähigkeit, wahrscheinliche Lesarten zu liefern – sind notwendige, aber keine hinreichenden Bestandteile der Abduktion. Diese drei Charakteristika bezeichnen nicht die Besonderheit der Abduktion, sondern deren Randbedingungen. Zugespitzt: Abduktionen können, müssen jedoch nicht logisch, erklärend oder ökonomisch sein. Verstehen und Erklären lässt sich vieles auch mittels Deduktion und Induktion – oft sogar besser, und natürlich liefert die Deduktion die beste Erklärung, und gewiss ist die Induktion oder gar die Deduktion ein zuverlässigerer logischer Schluss. Aber das Entscheidende bei der Abduktion ist nicht ihre logische Form, die erklärende Funktion oder die Wahrscheinlichkeit, sondern vor allem die Fähigkeit, eine neue Regel zu finden.